# 부산테크노파크
부산테크노파크는 부산에 위치한 테크노파크이다. 부산광역시 강서구 과학산단1로60번길 31에 위치하고 있다.